# Náměstí J. Seiferta (Kralupy nad Vltavou)
Náměstí J. Seiferta je náměstí v Kralupech nad Vltavou v okrese Mělník ve Středočeském kraji.
Dominantou náměstí jsou Kulturní a společenský dům Vltava a park, jenž se nachází naproti němu. Prostor je pojmenován po Jaroslavu Seifertovi, který v Kralupech nad Vltavou strávil velkou část svého dětství a je zde také pohřben. Jaroslava Seiferta nepřipomíná pouze samotný název, ale také jemu věnovaný pomník od akademického sochaře Stanislava Hanzíka, jež byl vystavěn roku 1997. Památník se nachází v jižní části parku. Náměstí se nachází v místní části Lobeček.